# 白木裕子 (シャンソン歌手)
白木 裕子（しらき ゆうこ、8月8日 - ）は、東京生まれの日本の女性シャンソン歌手。武蔵野音楽大学声楽科卒業後、歌手活動を開始。血液型はA型。現在は徳間ジャパンコミュニケーションズに所属。

## 経歴
- 1998年長野オリンピック開催中、白馬東急ホテルにて歌う。奈良薬師寺や中宮寺の「観月会」での奉納コンサートにて歌を奉納する。日本シャンソン協会前会長石井好子、芦野宏、菅原洋一らと、コンサートを開催。横浜ホテルニューグランドにて「ザ・プラターズディナーショー」にサブ出演。
- 2005年日本国際博覧会にて万博巴里祭(EXPOホール)に出演。サントリーホールでシャルル・デュモンとのコンサートにて歌う。
- 2010年7月 - 世界一周航海船「ぱしふぃっくびいなす」に乗船し、クルーズ中のステージで歌う。
- 2011年 - この年からNHKホールでの「パリ祭」に連続出演。
  - 秋に宮城の3ヶ所でボランティアコンサートを行う。
- 2012年
  - 3月11日 - 成城ホールにて東日本大震災チャリティコンサートを主催。
  - 4月 - チャリティコンサートの義援金を以て、宮城の3ヶ所にてボランティアコンサートを行う。
- 2013年
  - 8月 - 福島の須賀川にてボランティアコンサートを行う。
  - 10月 - ラジオレインボータウンエフエム放送で「白木裕子のイレブンミュージック」のパーソナリティを務める。2014年9月まで。
- 2014年
  - 2月 - 宮城へ、11月福島へ、ボランティアコンサートを行う。
  - 3月 - 京都から、6月杉並公会堂から、東北へのチャリティコンサートを行う。
  - 11月24日 - 内幸町ホールにて「巡り逢い」コンサートを行う。
- 2015年
  - 1月14日 - 阪神・淡路大震災の被害を受けた神戸にて、ボランティアコンサートを行う。リサイタルやディナーショー、関東や関西のシャンソニエにて、ライブやコンサートを実施。

## ディスコグラフィー

### アルバム
想い出の映画音楽
2006年 有限会社ムジカ
1. シェルブールの雨傘
2. 太陽がいっぱい
3. エマニュエル夫人
4. 愛の讃歌
5. オルフェの詩
6. 風と共に去りぬ
7. ロミオとジュリエット
8. バラ色の人生
9. ムーン・リバー
10. ジャニ－・ギター
11. 赤い風車
12. 五つの銅貨
13. モナリザ
14. アマポーラ
15. 愛は永遠に

Cozy Place
2006年 白木ゆう子（自費出版）
1. My Heart Will Go On（愛は永遠に）
2. サンフランシスコの6枚の枯葉
3. 百万本のバラ
4. ADORO
5. Leatitia Borghi（恋する女 レティシア・ボルギ）
6. 歌い続けて
7. 花
8. The Way We Were（追憶）
9. 哀しみのソレアード

巡り逢い / 百万本のバラ / 花は咲く
2014年1月22日、日本クラウン
1. 巡り逢い
作詩・作曲 - 白木ゆう子 / 編曲 - 上里知巳
2. 百万本のバラ
作詩 - Andrej Andreevich Voznesenskij / 補作詩 - 松山善三 / 作曲 - Raimonds Pauls / 編曲 - 上里知巳
3. 花は咲く
作詩 - 岩井俊二 / 作曲 - 菅野よう子 / 編曲 - 上里知巳
4. 巡り逢い（オリジナル・カラオケ）
5. 百万本のバラ（オリジナル・カラオケ）
6. 花は咲く（オリジナル・カラオケ）

愛の贈り物 〜ROMAN D'AMOUR〜
2014年1月22日 白木ゆう子（自費出版）
1. パリの空の下
2. 愛の贈り主 ムッシュ・ラムール
3. 愛は貴方のように
4. 明日は月の上で
5. 太陽に抱かれて
6. ダヒルサヨ
7. アドロ
8. サンジャンの私の恋人
9. 人生は過ぎて行く
10. 行かないで
11. 別れの詩
12. 再会
13. 哀しみのソレアード
14. ヒロシマ
15. 哀しみの兵士
16. 残されし恋の後には

大人の愛に乾杯を / 今度こそ幸せに〜熟年婚讃歌〜
2015年6月10日、徳間ジャパンコミュニケーションズ
1. 大人の愛に乾杯を
作詩 - 石原信一 / 作曲：ノラ・徳久広司 / 編曲 - 伊戸のりお
2. 今度こそ幸せに〜熟年婚讃歌〜
作詩 - 石原信一 / 作曲 - 徳久広司 / 編曲 - 伊戸のりお
3. 大人の愛に乾杯を（オリジナル・カラオケ）
4. 今度こそ幸せに〜熟年婚讃歌〜（オリジナル・カラオケ）
5. 大人の愛に乾杯を（一般用カラオケ）
6. 今度こそ幸せに〜熟年婚讃歌〜（一般用カラオケ）

## ラジオ出演 新聞掲載等
2015
- 6.26 シャルマンシーナTOKYOにてCD発売記念　この様子が6.26スポニチ新聞に掲載
- 7.20　スポニチ新聞　ミュージック欄に、熟年婚を歌うと掲載される
- 8.17　レインボータウンFM石川敏雄の勝手に演歌応援団長に出演
- 9.5　TBSテレビ　開運音楽堂に出演
- 9.15　TBSラジオ　Fineアーチストコーナーに出演
- 9.16　有線A-34週間ランキングにて、大人の愛に乾杯を　5位
- 9.30　エフエム立川　三条ひろみのニュー・ハートフルSONG　出演
- 10月　月間SongBook　10月号に掲載される　カラオケ祭り課題曲に選ばれる
- 10.11　日本放送ラジオ　中山秀征の有楽町で逢いまSHOW　出演

2016
- 2.22　レインボータウンFM木場　おもいで歌謡うた物語　出演
- 2.24　エフエム立川　三条ひろみのニュー・ハートフルSONG　出演
- 3.6　中山秀征の有楽町で逢いまSHOW　出演
- 4.26　ニコニコ堂が　姫貴さゆり～おてんば姫貴城　出演
- 7.29　多摩プラーザ　山野楽器　テラスコンサート
- 9.6　千葉テレビ　ドリーム7　出演
- 9.8　FM府中　大樹・慎哉・さゆりの歌謡ストリート　出演
- 9.15　読売新聞夕刊　読売カルチャー講師として掲載される
- 9.23　BS12平成歌謡塾2　出演
- 10.12　東京スポーツ　新曲紹介に掲載される
- 11.8　ニコニコ堂　姫貴さゆり～おてんば姫貴城　出演
- 11.27　中山秀征の有楽町で逢いまSHOW　出演

2017
- 4～　テレビ埼玉他　歌謡最前線　出演
- すまいるFM　ラジオパーソナリティ「生きがいラジオ」出演

## コンサート
- 2004年12月7日　椿山荘ディナーショー
- 2005年4月18日　大阪リーガロイヤルディナーショー
- 2005年12月9日　椿山荘ディナーショー
- 2006年8月8日　東京会館ディナーショー
- 2007年8月4日　上野精養軒ディナーショー
- 2007年12月15日　内幸町ホール　ソロコンサート
- 2013年4月2日　国際フォーラム　Prix Cerises Festival Chansons 2013
- 2013年7月13日　NHKホール　パリ祭
- 2013年11月22日　内幸町ホール　ソロコンサート
- 2014年3月19日　国際フォーラム　Prix Cerises Festival Chansons 2014
- 2014年7月　NHKホール　パリ祭
- 2014年11月24日　内幸町ホール　ソロコンサート
- 2015年4月13日　国際フォーラム　Prix Cerises Festival Chansons 2015
- 2015年7月　NHKホール　パリ祭
- 2015年11月23日　内幸町ホール　ソロコンサート
- 2016年3月22日　国際フォーラム　Prix Cerises Festival Chansons 2016
- 2016年5月17日　神奈川県立音楽堂　シャンソニア・デュモン　十周年記念コンサート
- 2016年7月9日　NHKホール　パリ祭
- 2016年11月2日　内幸町ホール　ソロコンサート
- 2017年3月21日　国際フォーラ　Prix Cerises Festival Chansons 2017